# Aeroports més transitats del món per tràfic de passatgers
La llista dels aeroports més transitats del món per trànsit de passatgers conté el rànquing dels 20 aeroports més transitats del món segons el nombre de passatgers que han gestionat. S'entén per passatger aquella persona que arriba a l'aeroport, en surt o simplement hi fa una connexió de vols. La llista és encapçalada cada any des del 2000 per l'Aeroport Internacional Hartsfield-Jackson d'Atlanta a Geòrgia, EUA; excepte l'any 2020 en què hi va haver la pandèmia mundial de COVID-19.

## Gràfic
See source Wikidata query and sources.

## Estadístiques de 2024
| Rànquing (2024) |                                             |                                              |                  |             |                  |               |
| Posició         | Aeroport                                    | Serveix                                      | Codi (IATA/OACI) | Passatgers  | Canvi percentual | Canvi posició |
| 1.              | Aeroport Internacional Hartsfield-Jackson   | Atlanta, Geòrgia, Estats Units               | ATL/KATL         | 108.067.766 | 3,3%             | =             |
| 2.              | Aeroport Internacional de Dubai             | Dubai, Emirats Àrabs Units                   | DXB/OMDB         | 92.331.506  | 6,1%             | =             |
| 3.              | Aeroport Internacional de Dallas/Fort Worth | Dallas, Texas, Estats Units                  | DFW/KDFW         | 87.817.864  | 7,4%             | =             |
| 4.              | Aeroport Internacional de Tòquio-Haneda     | Tòquio (Japó)                                | HND/RJTT         | 85.900.117  | 9,1%             | 1             |
| 5.              | Aeroport de Londres-Heathrow                | Londres, Regne Unit                          | LHR/EGLL         | 83.884.572  | 5,9%             | 1             |
| 6.              | Aeroport Internacional de Denver            | Denver, Colorado, Estats Units               | DEN/KDEN         | 82.358.744  | 5,8%             | =             |
| 7.              | Aeroport d'Istanbul                         | Istanbul, Turquia                            | IST/LTFM         | 80.073.252  | 5,3%             | =             |
| 8.              | Aeroport Internacional O'Hare               | Chicago, Illinois, Estats Units              | ORD/KORD         | 80.043.050  | 8,3%             | 1             |
| 9.              | Aeroport Internacional Indira Gandhi        | Delhi, Índia                                 | DEL/VIDP         | 77.820.834  | 7,8%             | 1             |
| 10.             | Aeroport Internacional de Xangai-Pudong     | Pudong, Xangai, República Popular de la Xina | PVG/ZSPD         | 76.787.039  | 41,0%            | 11            |
| 11.             | Aeroport Internacional de Los Angeles       | Los Angeles, Califòrnia, Estats Units        | LAX/KLAX         | 76.588.028  | 2,1%             | 3             |
| 12.             | Aeroport Internacional de Guangzhou-Baiyun  | Canton, República Popular de la Xina         | CAN/ZGGG         | 76.365.092  | 20,9%            | =             |
| 13.             | Aeroport Internacional d'Inchon             | Inchon, Corea del Sud                        | ICN/RKSI         | 71.212.515  | 26,6%            | 7             |
| 14.             | Aeroport de París-Charles de Gaulle         | París, França                                | CDG/LFPG         | 70.290.260  | 4,3%             | 3             |
| 15.             | Aeroport Internacional de Singapur-Changi   | Singapur                                     | SIN/WSSS         | 67.650.000  | 14,8%            | 2             |
| 16.             | Aeroport Internacional de Pequín            | Pequín, República Popular de la Xina         | PEK/ZBAA         | 67.367.428  | 27,4%            | 7             |
| 17.             | Aeroport d'Amsterdam-Schiphol               | Amsterdam, Països Baixos                     | AMS/EHAM         | 66.828.759  | 8,0%             | 3             |
| 18.             | Aeroport de Madrid-Barajas                  | Madrid, Espanya                              | MAD/LEMD         | 66.148.340  | 9,9%             | 3             |
| 19.             | Aeroport Internacional John F. Kennedy      | Nova York, Estats Units                      | JFK/KJFK         | 63.265.984  | 1,9%             | 6             |
| 20.             | Aeroport Suvarnabhumi                       | Bangkok, Tailàndia                           | BKK/VTBS         | 62.234.693  | 20,4%            | 6             |

## Estadístiques d'anys anteriors

#### 2023
| Rànquing (2023) |                                             |                                              |                  |             |                  |               |
| Posició         | Aeroport                                    | Serveix                                      | Codi (IATA/OACI) | Passatgers  | Canvi percentual | Canvi posició |
| 1.              | Aeroport Internacional Hartsfield-Jackson   | Atlanta, Geòrgia, Estats Units               | ATL/KATL         | 104.653.451 | 11,7%            | =             |
| 2.              | Aeroport Internacional de Dubai             | Dubai, Emirats Àrabs Units                   | DXB/OMDB         | 86.994.365  | 31,7%            | 3             |
| 3.              | Aeroport Internacional de Dallas/Fort Worth | Dallas, Texas, Estats Units                  | DFW/KDFW         | 81.755.538  | 11,4%            | 1             |
| 4.              | Aeroport de Londres-Heathrow                | Londres, Regne Unit                          | LHR/EGLL         | 79.183.364  | 28,5%            | 4             |
| 5.              | Aeroport Internacional de Tòquio-Haneda     | Tòquio (Japó)                                | HND/RJTT         | 78.719.302  | 55,1%            | 11            |
| 6.              | Aeroport Internacional de Denver            | Denver, Colorado, Estats Units               | DEN/KDEN         | 77.837.917  | 12,3%            | 3             |
| 7.              | Aeroport d'Istanbul                         | Istanbul, Turquia                            | IST/LTFM         | 76.027.321  | 18,3%            | =             |
| 8.              | Aeroport Internacional de Los Angeles       | Los Angeles, Califòrnia, Estats Units        | LAX/KLAX         | 75.050.875  | 13,8%            | 2             |
| 9.              | Aeroport Internacional O'Hare               | Chicago, Illinois, Estats Units              | ORD/KORD         | 73.894.226  | 8,1%             | 5             |
| 10.             | Aeroport Internacional Indira Gandhi        | Delhi, Índia                                 | DEL/VIDP         | 72.214.841  | 21,4%            | 1             |
| 11.             | Aeroport de París-Charles de Gaulle         | París, França                                | CDG/LFPG         | 67.421.316  | 17,3%            | 1             |
| 12.             | Aeroport Internacional de Guangzhou-Baiyun  | Canton, República Popular de la Xina         | CAN/ZGGG         | 63.169.169  | 142,0%           | 46            |
| 13.             | Aeroport Internacional John F. Kennedy      | Nova York, Estats Units                      | JFK/KJFK         | 62.464.331  | 13,0%            | 2             |
| 14.             | Aeroport d'Amsterdam-Schiphol               | Amsterdam, Països Baixos                     | AMS/EHAM         | 61.889.586  | 18,0%            | 1             |
| 15.             | Aeroport de Madrid-Barajas                  | Madrid, Espanya                              | MAD/LEMD         | 60.181.604  | 18,9%            | =             |
| 16.             | Aeroport de Frankfurt                       | Frankfurt del Main, Alemanya                 | FRA/EDDF         | 59.355.389  | 21,3%            | 2             |
| 17.             | Aeroport Internacional de Singapur-Changi   | Singapur                                     | SIN/WSSS         | 58.946.000  | 83,1%            | 19            |
| 18.             | Aeroport Internacional d'Orlando            | Orlando, Florida, Estats Units               | MCO/KMCO         | 57.735.726  | 15,1%            | 1             |
| 19.             | Aeroport Internacional Harry Reid           | Las Vegas, Nevada, Estats Units              | LAS/KLAS         | 57.666.456  | 9,4%             | 7             |
| 20.             | Aeroport Internacional d'Inchon             | Inchon, Corea del Sud                        | ICN/RKSI         | 56.235.412  | 213,8%           | 79            |
| 21.             | Aeroport Internacional de Xangai-Pudong     | Pudong, Xangai, República Popular de la Xina | PVG/ZSPD         | 54.476.397  | 284,2%           | Augment       |
| 22.             | Aeroport Internacional de Charlotte-Douglas | Charlotte, Carolina del Nord, Estats Units   | CLT/KCLT         | 53.445.770  | 11,9%            | 3             |
| 23.             | Aeroport Internacional de Pequín            | Pequín, República Popular de la Xina         | PEK/ZBAA         | 52.879.156  | 316,2%           | Augment       |
| 24.             | Aeroport Internacional de Shenzhen Bao'an   | Shenzhen, República Popular de la Xina       | SZX/ZGSZ         | 52.734.934  | 144,6            | Augment       |
| 25.             | Aeroport Internacional de Miami             | Miami, Florida, Estats Units                 | MIA/KMIA         | 52.340.934  | 3,3%             | 11            |
| 26.             | Aeroport Suvarnabhumi                       | Bangkok, Tailàndia                           | BKK/VTBS         | 51.699.104  | 79,8%            | 24            |
| 27.             | Aeroport Internacional Chhatrapati Shivaji  | Bombai, Maharashtra, Índia                   | BOM/VABB         | 51.589.040  | 34,6%            | 1             |
| 28.             | Aeroport Internacional de Seattle-Tacoma    | Seattle, Estats Units                        | SEA/KSEA         | 50.877.260  | 10,7%            | 7             |
| 29.             | Aeroport Internacional de San Francisco     | San Francisco, Califòrnia, Estats Units      | SFO/KSFO         | 50.196.094  | 18,7%            | 5             |
| 30.             | Aeroport de Barcelona-El Prat               | Barcelona, Catalunya, Espanya                | BCN/LEBL         | 49.883.928  | 19,9%            | 5             |

#### 2019
| Rànquing (2019) |                                             |                                                |                  |             |                  |               |
| Posició         | Aeroport                                    | Serveix                                        | Codi (IATA/OACI) | Passatgers  | Canvi percentual | Canvi posició |
| 1.              | Aeroport Internacional Hartsfield-Jackson   | Atlanta, Geòrgia, Estats Units                 | ATL/KATL         | 110.531.300 | 2,9%             | =             |
| 2.              | Aeroport Internacional de Pequín            | Pequín, República Popular de la Xina           | PEK/ZBAA         | 100.011.438 | 1,0%             | =             |
| 3.              | Aeroport Internacional de Los Angeles       | Los Angeles, Califòrnia, Estats Units          | LAX/KLAX         | 88.068.013  | 0,6%             | 1             |
| 4.              | Aeroport Internacional de Dubai             | Dubai, Emirats Àrabs Units                     | DXB/OMDB         | 86.396.757  | 3,1%             | 1             |
| 5.              | Aeroport Internacional de Tòquio-Haneda     | Tòquio (Japó)                                  | HND/RJTT         | 85.505.054  | 1,7%             | =             |
| 6.              | Aeroport Internacional O'Hare               | Chicago, Illinois, Estats Units                | ORD/KORD         | 84.372.618  | 1,2%             | =             |
| 7.              | Aeroport de Londres-Heathrow                | Londres, Regne Unit                            | LHR/EGLL         | 80.888.305  | 1,0%             | =             |
| 8.              | Aeroport Internacional de Xangai-Pudong     | Pudong, Xangai, República Popular de la Xina   | PVG/ZSPD         | 76.153.455  | 2,9%             | 1             |
| 9.              | Aeroport de París-Charles de Gaulle         | París, França                                  | CDG/LFPG         | 76.150.009  | 5,4%             | 1             |
| 10.             | Aeroport Internacional de Dallas/Fort Worth | Dallas, Texas, Estats Units                    | DFW/KDFW         | 75.066.956  | 8,6%             | 5             |
| 11.             | Aeroport Internacional de Guangzhou-Baiyun  | Canton, República Popular de la Xina           | CAN/ZGGG         | 73.378.475  | 5,2%             | 2             |
| 12.             | Aeroport d'Amsterdam-Schiphol               | Amsterdam, Països Baixos                       | AMS/EHAM         | 71.706.999  | 0,9%             | 1             |
| 13.             | Aeroport Internacional de Hong Kong         | Hong Kong, República Popular de la Xina        | HKG/VHHH         | 71.415.245  | 4,2%             | 5             |
| 14.             | Aeroport Internacional d'Inchon             | Inchon, Corea del Sud                          | ICN/RKSI         | 71.204.153  | 4,2%             | 2             |
| 15.             | Aeroport de Frankfurt                       | Frankfurt del Main, Alemanya                   | FRA/EDDF         | 70.556.072  | 1,5%             | 1             |
| 16.             | Aeroport Internacional de Denver            | Denver, Colorado, Estats Units                 | DEN/KDEN         | 69.015.703  | 7,0%             | 4             |
| 17.             | Aeroport Internacional Indira Gandhi        | Delhi, Índia                                   | DEL/VIDP         | 68.490.731  | 2,0%             | 5             |
| 18.             | Aeroport Internacional de Singapur-Changi   | Singapur                                       | SIN/WSSS         | 68.283.000  | 4,0%             | 1             |
| 19.             | Aeroport Suvarnabhumi                       | Bangkok, Tailàndia                             | BKK/VTBS         | 65.421.844  | 3,2%             | 2             |
| 20.             | Aeroport Internacional John F. Kennedy      | Nova York, Estats Units                        | JFK/KJFK         | 62.551.072  | 1,5%             | 2             |
| 21.             | Aeroport Internacional de Kuala Lumpur      | Sepang, Selangor, Malàisia                     | KUL/WMKK         | 62.336.469  | 3,9%             | 2             |
| 22.             | Aeroport de Madrid-Barajas                  | Madrid, Espanya                                | MAD/LEMD         | 61.707.469  | 6,6%             | 2             |
| 23.             | Aeroport Internacional de San Francisco     | San Francisco, Califòrnia, Estats Units        | SFO/KSFO         | 57.418.574  | 0,6%             | 2             |
| 24.             | Aeroport Internacional de Chengdu-Shuangliu | Chengdu, Sichuan, República Popular de la Xina | CTU/ZUUU         | 55.858.552  | 5,5%             | 2             |
| 25.             | Aeroport Internacional Soekarno-Hatta       | Jakarta, Indonèsia                             | CGK/WIII         | 54.496.625  | 17,0%            | 7             |
| 26.             | Aeroport Internacional de Shenzhen Bao'an   | Shenzhen, República Popular de la Xina         | SZX/ZGSZ         | 52.931.925  | 7,3%             | 6             |
| 27.             | Aeroport de Barcelona-El Prat               | Barcelona, Catalunya, Espanya                  | BCN/LEBL         | 52.663.623  | 5,0%             | =             |
| 28.             | Aeroport d'Istanbul                         | Istanbul, Turquia                              | IST/LTFM         | 52.192.629  | Nova entrada     | Nova entrada  |
| 29.             | Aeroport Internacional de Seattle-Tacoma    | Seattle, Estats Units                          | SEA/KSEA         | 51.829.239  | 4,0%             | =             |
| 30.             | Aeroport Internacional McCarran             | Las Vegas, Nevada, Estats Units                | LAS/KLAS         | 51.691.066  | 3,7%             | =             |

#### 2017
| Rànquing (2017) |                                             |                                                |                  |             |                  |               |
| Posició         | Aeroport                                    | Serveix                                        | Codi (IATA/OACI) | Passatgers  | Canvi percentual | Canvi posició |
| 1.              | Aeroport Internacional Hartsfield-Jackson   | Atlanta, Geòrgia, Estats Units                 | ATL/KATL         | 103.902.992 | 0,3%             | =             |
| 2.              | Aeroport Internacional de Pequín            | Pequín, República Popular de la Xina           | PEK/ZBAA         | 95.786.442  | 1,5%             | =             |
| 3.              | Aeroport Internacional de Dubai             | Dubai, Emirats Àrabs Units                     | DXB/OMDB         | 88.242.099  | 5,5%             | =             |
| 4.              | Aeroport Internacional de Tòquio-Haneda     | Tòquio (Japó)                                  | HND/RJTT         | 85.408.975  | 6,5%             | 1             |
| 5.              | Aeroport Internacional de Los Angeles       | Los Angeles, Califòrnia, Estats Units          | LAX/KLAX         | 84.557.968  | 4,5%             | 1             |
| 6.              | Aeroport Internacional O'Hare               | Chicago, Illinois, Estats Units                | ORD/KORD         | 79.828.183  | 2,4%             | =             |
| 7.              | Aeroport de Londres-Heathrow                | Londres, Regne Unit                            | LHR/EGLL         | 78.014.598  | 3,0%             | =             |
| 8.              | Aeroport Internacional de Hong Kong         | Hong Kong, República Popular de la Xina        | HKG/VHHH         | 72.665.078  | 3,4%             | =             |
| 9.              | Aeroport Internacional de Xangai-Pudong     | Pudong, Xangai, República Popular de la Xina   | PVG/ZSPD         | 70.001.237  | 6,1%             | =             |
| 10.             | Aeroport de París-Charles de Gaulle         | París, França                                  | CDG/LFPG         | 69.471.442  | 5,4%             | =             |
| 11.             | Aeroport d'Amsterdam-Schiphol               | Amsterdam, Països Baixos                       | AMS/EHAM         | 68.515.425  | 7,7%             | 1             |
| 12.             | Aeroport Internacional de Dallas/Fort Worth | Dallas, Texas, Estats Units                    | DFW/KDFW         | 67.092.194  | 2,3%             | 1             |
| 13.             | Aeroport Internacional de Guangzhou-Baiyun  | Canton, República Popular de la Xina           | CAN/ZGGG         | 65.887.473  | 10,3%            | 2             |
| 14.             | Aeroport de Frankfurt                       | Frankfurt del Main, Alemanya                   | FRA/EDDF         | 64.500.386  | 6,1%             | 1             |
| 15.             | Aeroport Internacional Atatürk              | Istanbul, Turquia                              | IST/LTBA         | 63.859.785  | 5,9%             | 1             |
| 16.             | Aeroport Internacional Indira Gandhi        | Delhi, Índia                                   | DEL/VIDP         | 63.451.503  | 14,1%            | 5             |
| 17.             | Aeroport Internacional Soekarno-Hatta       | Jakarta, Indonèsia                             | CGK/WIII         | 63.015.620  | 8,3%             | 5             |
| 18.             | Aeroport Internacional de Singapur-Changi   | Singapur                                       | SIN/WSSS         | 62.219.573  | 6,0%             | 1             |
| 19.             | Aeroport Internacional d'Inchon             | Inchon, Corea del Sud                          | ICN/RKSI         | 62.157.834  | 7,5%             | =             |
| 20.             | Aeroport Internacional de Denver            | Denver, Colorado, Estats Units                 | DEN/KDEN         | 61.379.396  | 5,3%             | 2             |
| 21.             | Aeroport Suvarnabhumi                       | Bangkok, Tailàndia                             | BKK/VTBS         | 60.860.557  | 8,9%             | 1             |
| 22.             | Aeroport Internacional John F. Kennedy      | Nova York, Estats Units                        | JFK/KJFK         | 59.392.500  | 0,5%             | 6             |
| 23.             | Aeroport Internacional de Kuala Lumpur      | Sepang, Selangor, Malàisia                     | KUL/WMKK         | 58.558.440  | 11,2%            | 1             |
| 24.             | Aeroport Internacional de San Francisco     | San Francisco, Califòrnia, Estats Units        | SFO/KSFO         | 55.822.129  | 5,1%             | 1             |
| 25.             | Aeroport de Madrid-Barajas                  | Madrid, Espanya                                | MAD/LEMD         | 53.386.075  | 5,9%             | =             |
| 26.             | Aeroport Internacional de Chengdu-Shuangliu | Chengdu, Sichuan, República Popular de la Xina | CTU/ZUUU         | 49.801.693  | 8,2%             | 1             |
| 27.             | Aeroport Internacional McCarran             | Las Vegas, Nevada, Estats Units                | LAS/KLAS         | 48.566.803  | 2,3%             | 1             |
| 28.             | Aeroport de Barcelona-El Prat               | Barcelona, Catalunya, Espanya                  | BCN/LEBL         | 47.262.826  | 7,1%             | 5             |
| 29.             | Aeroport Internacional Chhatrapati Shivaji  | Bombai, Maharashtra, Índia                     | BOM/VABB         | 47.204.259  | 5,7%             | =             |
| 30.             | Aeroport Internacional Toronto Pearson      | Toronto, Ontario, Canadà                       | YYZ/CYYZ         | 47.054.696  | 6,2%             | 2             |

#### 2013
| Rànquing (2013) |                                             |                                              |                  |            |                  |               |
| Posició         | Aeroport                                    | Serveix                                      | Codi (IATA/OACI) | Passatgers | Canvi percentual | Canvi posició |
| 1.              | Aeroport Internacional Hartsfield-Jackson   | Atlanta, Geòrgia, Estats Units               | ATL/KATL         | 94.431.224 | 1,1%             | =             |
| 2.              | Aeroport Internacional de Pequín            | Pequín, República Popular de la Xina         | PEK/ZBAA         | 83.712.355 | 2,2%             | =             |
| 3.              | Aeroport de Londres-Heathrow                | Londres, Regne Unit                          | LHR/EGLL         | 72.368.061 | 3,3%             | =             |
| 4.              | Aeroport Internacional de Tòquio-Haneda     | Tòquio (Japó)                                | HND/RJTT         | 68.906.509 | 3,2%             | =             |
| 5.              | Aeroport Internacional O'Hare               | Chicago, Illinois, Estats Units              | ORD/KORD         | 66.777.161 | 0,2%             | =             |
| 6.              | Aeroport Internacional de Los Angeles       | Los Angeles, Califòrnia, Estats Units        | LAX/KLAX         | 66.667.619 | 4,7%             | =             |
| 7.              | Aeroport Internacional de Dubai             | Dubai, Emirats Àrabs Units                   | DXB/OMDB         | 66.431.533 | 15,2%            | 3             |
| 8.              | Aeroport de París-Charles de Gaulle         | París, França                                | CDG/LFPG         | 62.052.917 | 0,7%             | 1             |
| 9.              | Aeroport Internacional de Dallas/Fort Worth | Dallas, Texas, Estats Units                  | DFW/KDFW         | 60.470.507 | 3,2%             | 1             |
| 10.             | Aeroport Internacional Soekarno-Hatta       | Jakarta, Indonèsia                           | CGK/WIII         | 60.137.347 | 4,1%             | 1             |
| 11.             | Aeroport Internacional de Hong Kong         | Hong Kong, República Popular de la Xina      | HKG/VHHH         | 59.588.081 | 6,3%             | 1             |
| 12.             | Aeroport de Frankfurt                       | Frankfurt del Main, Alemanya                 | FRA/EDDF         | 58.036.948 | 0,9%             | 1             |
| 13.             | Aeroport Internacional de Singapur-Changi   | Singapur                                     | SIN/WSSS         | 53.726.087 | 5,0%             | 2             |
| 14.             | Aeroport d'Amsterdam-Schiphol               | Amsterdam, Països Baixos                     | AMS/EHAM         | 52.569.200 | 3,0%             | 2             |
| 15.             | Aeroport Internacional de Denver            | Denver, Colorado, Estats Units               | DEN/KDEN         | 52.556.359 | 1,1%             | 2             |
| 16.             | Aeroport Internacional de Guangzhou-Baiyun  | Canton, República Popular de la Xina         | CAN/ZGGG         | 52.450.262 | 8,6%             | 2             |
| 17.             | Aeroport Suvarnabhumi                       | Bangkok, Tailàndia                           | BKK/VTBS         | 51.363.451 | 3,1%             | 3             |
| 18.             | Aeroport Internacional Atatürk              | Istanbul, Turquia                            | IST/LTBA         | 51.304.654 | 13,7%            | 2             |
| 19.             | Aeroport Internacional John F. Kennedy      | Nova York, Estats Units                      | JFK/KJFK         | 50.423.765 | 2,3%             | 2             |
| 20.             | Aeroport Internacional de Kuala Lumpur      | Sepang, Selangor, Malàisia                   | KUL/WMKK         | 47.498.127 | 19,1%            | 7             |
| 21.             | Aeroport Internacional de Xangai-Pudong     | Pudong, Xangai, República Popular de la Xina | PVG/ZSPD         | 47.189.849 | 5,1%             | =             |
| 22.             | Aeroport Internacional de San Francisco     | San Francisco, Califòrnia, Estats Units      | SFO/KSFO         | 44.945.760 | 1,2%             | =             |
| 23.             | Aeroport Internacional de Charlotte-Douglas | Charlotte, Carolina del Nord, Estats Units   | CLT/KCLT         | 43.457.471 | 5,4%             | 1             |
| 24.             | Aeroport Internacional d'Inchon             | Inchon, Corea del Sud                        | ICN/RKSI         | 41.679.758 | 6,4%             | 5             |
| 25.             | Aeroport Internacional McCarran             | Las Vegas, Nevada, Estats Units              | LAS/KLAS         | 40.933.037 | 0,3%             | 2             |
| 26.             | Aeroport Internacional de Miami             | Miami, Florida, Estats Units                 | MIA/KMIA         | 40.562.948 | 2,8%             | 2             |
| 27.             | Aeroport Internacional Sky Harbor           | Phoenix, Arizona, Estats Units               | PHX/KPHX         | 40.341.614 | 0,3%             | 2             |
| 28.             | Aeroport Intercontinental George Bush       | Houston, Texas, Estats Units                 | IAH/KIAH         | 39.799.414 | 0,2%             | 2             |
| 29.             | Aeroport de Madrid-Barajas                  | Madrid, Espanya                              | MAD/LEMD         | 39.717.850 | 12,1%            | 10            |
| 30.             | Aeroport Internacional de Múnic             | Múnic, Alemanya                              | MUC/EDDM         | 38.672.644 | 0,8%             | =             |